# Сулу (язык)
Сулу (Bahasa Sūg; джави بَهَسَ سُوگ; малайск. Bahasa Suluk) — австронезийский язык, который в основном используется одноимённым народом в одноимённой провинции Филиппин. Также язык употребляется в провинциях Палавана, Замбоанга и Сабах Малайзии.
Сулу имеет некоторое лексическое сходство с суригаоноским языком, бутуаноским языком, себуанским языком, бикольским языком и другими языками на Филиппинах. Большинство букв из малайского и арабского алфавитов встречаются в языке.

## Этимология
В русском языке этот язык называется по названию одноимённого острова, а в английском языке этот язык в первую очередь известен как «tausug». На самом языке этот язык именуется «bahasa sūg». Термин Tausūg (tau Sūg, что означает «люди Сулу») происходит от двух слов: «tau» («человек») и «sug». Таким образом, в языке «Tausug» относится к названию людей, а «Bahasa Sug» относится к самоназванию языка. Некоторые ученые постулируют, что «Sulūk» происходит от «Ahl ul-Sūlūk», или «людей пути (к Аллаху)», которое употреблялось в отношении исламских миссионеров, прибывших для распространения ислама. Похожее по звучанию слово «sug», что означает «водоток», было дано рядом авторов в качестве этимологического источника термина, но эти два слова, даже если они произносятся одинаково, не связаны между собой.
В прошлом этот язык также просто [где?] упоминался с использованием общего термина «moro».

## Классификация
Сулу принадлежит к бисайской группе австронезийской семьи языков.
Язык имеет многобщего с бутуаноским языком, на обоих говорят на северо-востоке Минданао. Американский лингвист Зорк объединяет эти три языка как часть «южнобисайской» группы.

## Носители языка
На сулу в основном говорят на архипелаге Сулу, который включает в себя цепь островов Тави-Тави и архипелаг Басилан. Это лингва франка, на котором говорят на островах архипелага.
Из-за миграции народа сулу на этом языке также говорят вместе с другими местными языками в провинциях Северная Замбоанга, Замбоанга-Сибугай, Южная Замбоанга и в городе Замбоанга. На нем также говорят в Южном Палаване и Восточном Сабахе Малайзии.

## Фонетика

### Гласные звуки
Сулу имеет три гласных звука: /a/, /i/, /u/, с разной фонематической длиной. Ударение не является фонематическим и обычно возникает на последнем слоге.
Гласные фонемы имеют широкий диапазон аллофонов:
- /a/: [a,ɐ,ɑ]
- /i/: [i,ɪ]
- /u/: [u,ʊ,ɤ,ʌ,ə]

Сулу, как и ожидалось, развил некоторые вариации акцента и лексики от одной области к другой, но есть два основных диалекта, характеризующихся различиями в отношении гласных звуков. В диалекте гимбаханун, который используют жители загородных сельских районов есть четыре гласных: /a/, /i/, /u/ и /ə/, последняя гласная, представляющая звук шва или «неясное у», является удержанием от прафилиппинского и прабисайского Диалект парианун, который используют жители городских районов, имеет только три гласных фонемы: /a/, /i/, /u/, ; потеря звука /ə/ распространена во многих бисайских и других филиппинских языках.

### Согласные
Существуют в сулу следующие согласные звуки:
|                    |               | Губные | Альвеолярные | Палатальные | Велярные | Глоттальные |
| ------------------ | ------------- | ------ | ------------ | ----------- | -------- | ----------- |
| Носовые            | Носовые       | m      | n            |             | ŋ        |             |
| Взрывные Аффрикаты | глухие        | p      | t            |             | k        | ʔ           |
| Взрывные Аффрикаты | звонкие       | b      | d            | d͡ʒ j        | ɡ        |             |
| Фрикативные        | Фрикативные   | f      | s            |             |          | h           |
| Аппроксиманты      | Аппроксиманты |        | l            | j y         | w        |             |
| Дрожащие           | Дрожащие      |        | r            |             |          |             |

Аллофонами являются:
- /b/: изначально как [b], но как [β] между гласными
- /g/: изначально как [ɡ], но как [ɣ] между гласными
- /h/: изначально как [h], но как [ɦ] между гласным
- /r/: изначально как [r], но как [ɹ] между звуками /m, n,g, k/

## Грамматика

### Местоимения

#### Личные местоимения
В сулу личные местоимения изменяются по падежам, лицам и числам:
|                                     | им. п.    | род. п.   | накл. п.              |
| ----------------------------------- | --------- | --------- | --------------------- |
| 1-е лицо единственного числа        | aku       | ku        | kāku'                 |
| 1-е лицо множественного числа       | kita      | ta, natu' | kātu'                 |
| 2-е лицо единственного числа        | ikaw, kaw | mu        | kaymu                 |
| 3-е лицо единственного числа        | siya      | niya      | kaniya                |
| 1-е лицо вкл. [неизвестный термин]  | kitaniyu  | taniyu    | katu’niyu, katu’natu' |
| 1-е лицо искл. [неизвестный термин] | kami      | namu      | kāmu'                 |
| 2-е лицо множественного числа       | kamu      | niyu      | kaniyu                |
| 3-е лицо множественного числа       | sila      | nila      | kanila                |

#### Вопросительные местоимения
| Русский язык         | Сулу                                                          |
| -------------------- | ------------------------------------------------------------- |
| Кто?                 | Siyu?/Hisiyu?                                                 |
| Что?                 | Unu?                                                          |
| Где?                 | Diin? / Hariin? / Hāin? (contracted Hariin) / Haunu? (Ha+uuu) |
| Почему?              | Mayta'? / Mahi?                                               |
| Когда? (буд. вр.)    | Ku’nu?                                                        |
| Когда? (прошед. вр.) | Ka’nu?                                                        |
| Как?                 | Biya’diin?                                                    |
| Как много?           | Pila?                                                         |

### Падежные указатели
В сулу есть три падежа и 7 падежных указателей:
|        | им. п. | род. п. | накл. п. |
| ------ | ------ | ------- | -------- |
| общее  | in     | sin     | ha       |
| ед. ч. | hi     | hi      | kay      |
| мн. ч. | hinda' | hinda'  | kanda'   |

Необъект имеет косвенный падеж, когда он является определённым именем собственным, но неопределённые нарицательные существительные берут указатель «sin»:
- Hi Nasul in kimaun ha mampallam. (рус. Это Насул съел манго.)
- Nagdakdak sin baju' in manga bujang. (рус. Девушки стирали одежду.

### Глаголы
Глаголы в сулу изменяются следуя особенностям австронезийской голосовой системы.

### Числа
Примеры некоторых чисел:
| Число       | В сулу          |
| ----------- | --------------- |
| Один        | isa / hambuuk   |
| Два         | duwa            |
| Три         | tū              |
| Четыре      | upat            |
| Пять        | lima            |
| Шесть       | unum            |
| Семь        | pitu            |
| Восемь      | walu            |
| Девять      | siyam           |
| Десять      | hangpū'         |
| Одиннадцать | hangpū' tag isa |
| Двадцать    | kawha’an        |
| Тридцать    | katlu’an        |
| Сорок       | kapatan         |
| Пятьдесят   | kay’man         |
| Шестьдесят  | kanuman         |
| Семьдесят   | kapituwan       |
| Восемьдесят | kawaluwan       |
| Девяносто   | kasiyaman       |
| Сто         | hanggatus       |
| Тысяча      | hangibu         |